# Eva Andersson (Model)
Eva Birgitta Andersson-Dubin (* 1961 in Uddevalla) ist eine schwedische Fachärztin. 1980 wurde sie zur Miss Schweden gewählt.

## Leben
Nach ihrem Abitur reiste sie in die Vereinigten Staaten, wo sie von Jerry Ford als Model für die Agentur Ford Models entdeckt wurde.
Andersson studierte Medizin in Stockholm am Karolinska-Institut und an der University of California, Los Angeles. 1989 schloss sie ihr Studium ab. Ihre Facharztausbildung absolvierte sie am Lenox Hill Hospital in New York City, wo sie den Finanzmanager Jeffrey Epstein kennenlernte. Nach elf gemeinsamen Jahren trennte sich das Paar. Andersson heiratete den amerikanischen Milliardär Glenn Russell Dubin, mit dem sie drei Kinder bekam. Sie gehörte aber weiterhin zum Freundeskreis Epsteins und nahm häufig an seinen Treffen mit Prominenten teil. 2011 verbrachte sie mit ihrer Tochter bei Epstein einen Abend mit Bill Gates, dessen Frau Melinda mutmaßlich aus diesem Grund 2021 die Scheidung einreichte.
Nachdem sie eine Brustkrebserkrankung überstanden hatte, gründete Andersson im Jahr 2010 mit finanzieller Unterstützung ihres Ehemannes das Dubin Breast Center, ein Brustkrebs-Zentrum am Mount Sinai Hospital in New York.